# Hanna Bäck
Hanna Bäck (* 20. Dezember 1975 in Stockholm) ist eine schwedische Politikwissenschaftlerin und Hochschullehrerin.

## Leben
Bäck studierte Politikwissenschaften an der Universität Stockholm. Nach ihrem B.A. 1998 wechselte sie an die Universität Uppsala. Nach Stationen in den USA wurde sie in Uppsala im Oktober 2003 mit der Dissertation Explaining Coalitions. Evidence and Lessons From Studying Coalition Formation in Swedish Local Government. zum Ph.D. promoviert. In der Postdoc-Phase verblieb sie zunächst dort, wechselte dann 2005 an das Europäische Hochschulinstitut in Florenz und 2006 an die Universität Twente.
Bäck folgte 2007 einem Ruf an die Universität Mannheim als Juniorprofessorin an das Mannheimer Zentrum für Europäische Sozialforschung, 2011 wurde sie zunächst Hochschuldozentin für Politikwissenschaft an der Universität Lund, seit 2015 ist sie dort ordentliche Professorin. Zudem ist sie seit 2011 externer Fellow des Mannheimer Zentrums für Europäische Sozialforschung (MZES), 2012 war sie zudem Fellow am Nuffield College der Universität Oxford.
Bäck beschäftigt sich mit westeuropäischen parlamentarischen Demokratien, mit politischen Parteien und deren Koalitions- und Regierungsbildungen.

## Auszeichnungen
Bäck erhielt folgende Auszeichnungen:
- 2002: Rudolf Wildenmann-Preis für den besten präsentierten Aufsatz bei der ECPR Joint Sessions in Grenoble 2001
- 2004: Gunnar Hazelius-Preis der Universität Uppsala für die beste Dissertation in den Sozial- und Geschichtswissenschaften
- 2008: Vincent Wright Memorial-Preis für den besten Artikel in West European Politics 2007

## Publikationen (Auswahl)
- mit Marc Debus: Political Parties, Parliaments and Legislative Speechmaking. Palgrave Macmillan, Houndmills, Basingstoke 2016. ISBN 978-1-137-48454-3
- mit Mikael Gilljam (Hrsg.): Valets mekanismer, Liber, Stockholm 2006. ISBN 978-9-147-08626-9
- Explaining Coalitions. Evidence and Lessons From Studying Coalition Formation in Swedish Local Government.  Acta Universitatis Upsaliensis, Uppsala 2003.